# Кузнецов, Михаил Дмитриевич (полковник)
Михаил Дмитриевич Кузнецов (21 ноября 1908 года, дер. Пальцино, Архангельская волость, Мелекесский уезд, Самарская губерния — 15 февраля 1944 года) — советский военный деятель, полковник (1943 год).

## Начальная биография
Михаил Дмитриевич Кузнецов родился 21 ноября 1908 года в деревне Пальцино Мелекесского уезда Самарской губернии.

## Военная служба

### Довоенное время
В октябре 1929 года призван в ряды РККА и направлен на учёбу в Ульяновскую пехотную школу имени В. И. Ленина, после окончания которой в марте 1932 года направлен в 95-й стрелковый полк (32-я стрелковая дивизия, Приволжский военный округ), дислоцированный в Саратове, где служил на должностях командира взвода и помощника командира роты, а с марта 1934 года служил на должностях помощника командира и командира роты, помощника начальника штаба 209-го стрелкового полка (70-я стрелковая дивизия), дислоцированного в Сызрани. В январе 1937 года Кузнецов направлен на учёбу на разведывательные курсы при Генштабе РККА, после окончания которых в июле того же года вернулся на прежнюю должность, а в январе 1938 года назначен помощником начальника 1-й (оперативной) части штаба 70-й стрелковой дивизии.
В сентябре 1938 года направлен на учёбу в Военную академию имени М. В. Фрунзе, во время которой в период с 4 февраля по 11 апреля 1940 года исполнял должность начальника разведотделения штаба 61-й стрелковой дивизии. После окончания учёбы в мае 1941 года назначен на должность помощника начальника 1-го отделения оперативного отдела 13-й армии (Западный Особый военный округ).

### Великая Отечественная война
С началом войны М. Д. Кузнецов находился на прежней должности. 13-я армия вела оборонительные боевые действия на Минском укреплённом районе, а затем отступала по направлению на Борисов и затем за Днепр, где заняла рубеж Копысь, Новый Быхов. Участвовал в Смоленском сражении, оборонительных боевых действиях на реках Сож, Судость и Десна, а также Орловско-Брянской операции. В ноябре 1941 года Кузнецов назначен на должность помощника начальника оперативного отдела этой же армии, после чего принимал участие в боевых действиях на воронежском направлении и в Елецкой наступательной операции.
В марте 1942 года назначен на должность начальника штаба 143-й стрелковой дивизии, которая вскоре принимала участие в ходе Воронежско-Ворошиловградской оборонительной операции.
20 октября майор Кузнецов назначен на должность заместителя командира 74-й стрелковой дивизии, формировавшейся в селе Свишни (Долгоруковский район, Липецкая область) и затем принимавшей участие в оборонительных боевых действиях в районе Кропоткино, Жерновка, Гремячье, Красная Поляна (Воронежская область), а с января 1943 года — в Воронежско-Касторненской и Малоархангельской наступательных операциях, в ходе последней освободила Малоархангельск, после чего перешла к обороне. С июля дивизия принимала участие в ходе Курской битвы, Орловской, Черниговско-Припятской операций и битвы за Днепр. 7 октября полковник Кузнецов назначен на должность этой же 74-й стрелковой дивизии, которая вскоре приняла участие в ходе Киевской наступательной операции, освобождении Киева, боевых действиях за города Васильков и Белая Церковь. 27 января 1944 года полковник М. Д. Кузнецов «за проявление трусости, оставление дивизии и невыполнение боевого приказа» был снят с занимаемой должности и назначен на должность командира 2-го батальона в составе 270-го стрелкового полка (58-я стрелковая дивизия), который вёл оборонительные боевые действия южнее деревни Павловка. 4 февраля переподчинив батальон своему адъютанту, направился в тыл, где вскоре был задержан офицерами штаба 27-й армии, после чего вернулся в батальон лишь 13 февраля, за что был отдан под суд. 15 февраля 1944 года полковник Михаил Дмитриевич Кузнецов совершил самоубийство.

## Награды
- Два ордена Красного Знамени (11.02.1943, 12.10.1943);
- Орден Суворова 2 степени (10.01.1944);
- Орден Красной Звезды (01.09.1943);
- Медаль «За боевые заслуги» (31.01.1942).